# HNLMS O 11
| HNLMS O 11                                                     | HNLMS O 11                                                                                              | HNLMS O 11                                                                                              |
| -------------------------------------------------------------- | --- | --- |
| Hr.Ms. O 11                                                    | | |
|                                                                | | |
| Голландський підводний човен O 11                              | | |
| Верф                                                           | Fijenoord, Роттердам                                                                                    | Fijenoord, Роттердам                                                                                    |
| Під прапором                                                   | Нідерланди                                                                                              | Нідерланди                                                                                              |
| Належність                                                     | Військово-морські сили Нідерландів                                                                      | Військово-морські сили Нідерландів                                                                      |
| Порт приписки                                                  | Роттердам                                                                                               | Роттердам                                                                                               |
| Замовлення                                                     | 30 серпня 1921                                                                                          | 30 серпня 1921                                                                                          |
| Закладений                                                     | 24 грудня 1922                                                                                          | 24 грудня 1922                                                                                          |
| Спуск на воду                                                  | 19 березня 1925                                                                                         | 19 березня 1925                                                                                         |
| Введений до складу флоту                                       | 18 січня 1926                                                                                           | 18 січня 1926                                                                                           |
| На службі                                                      | 1926-1940                                                                                               | 1926-1940                                                                                               |
| Сучасний статус                                                | 14 травня 1940 року затоплений у Ден-Гелдері для запобігання потрапляння нацистам                       | 14 травня 1940 року затоплений у Ден-Гелдері для запобігання потрапляння нацистам                       |
| Бойовий досвід                                                 | Друга світова війна                                                                                     | Друга світова війна                                                                                     |
| Проєкт                                                         | | |
| Тип ПЧ                                                         | прибережний підводний човен                                                                             | прибережний підводний човен                                                                             |
| Основні характеристики                                         | | |
| Швидкість (надводна)                                           | 12 вузлів (22 км/год)                                                                                   | 12 вузлів (22 км/год)                                                                                   |
| Швидкість (підводна)                                           | 8 вузлів (15 км/год)                                                                                    | 8 вузлів (15 км/год)                                                                                    |
| Дальність плавання                                             | 3 500 миль (6 500 км) на швидкості 8 вузлів (надводна) 25 миль (46 км) на швидкості 8 вузлів (підводна) | 3 500 миль (6 500 км) на швидкості 8 вузлів (надводна) 25 миль (46 км) на швидкості 8 вузлів (підводна) |
| Екіпаж                                                         | 29 офіцерів та матросів                                                                                 | 29 офіцерів та матросів                                                                                 |
| Розміри                                                        | | |
| Довжина найбільша (по КВЛ)                                     | 54,66 м                                                                                                 | 54,66 м                                                                                                 |
| Ширина корпусу найб.                                           | 5,7 м                                                                                                   | 5,7 м                                                                                                   |
| Середня осадка (по КВЛ)                                        | 3,53 м                                                                                                  | 3,53 м                                                                                                  |
| Водотоннажність надводна                                       | 526 тонн                                                                                                | 526 тонн                                                                                                |
| Силова установка                                               | | |
| Дизель-електрична: 2 × дизельні двигуни MAN 2 × електродвигуни | | |
| Гвинти                                                         | 2 | 2 |
| Потужність                                                     | 2 × 450 к.с. (дизелі) 2 × 250 к.с. (електродвигуни)                                                     | 2 × 450 к.с. (дизелі) 2 × 250 к.с. (електродвигуни)                                                     |
| Озброєння                                                      | | |
| Торпедно- мінне озброєння                                      | 2 × 533-мм та 3 × 450-мм торпедних апарати 5 торпед                                                     | 2 × 533-мм та 3 × 450-мм торпедних апарати 5 торпед                                                     |
| ППО                                                            | 1 × 88-мм гармата 1 × 12,7-мм зенітний кулемет                                                          | 1 × 88-мм гармата 1 × 12,7-мм зенітний кулемет                                                          |

HNLMS O 11 (нід. Hr.Ms. O 11) — військовий корабель, підводний човен типу O 9 Королівського флоту Нідерландів у роки Другої світової війни.
Підводний човен O 11 був закладений 24 грудня 1922 року на верфі компанії Fijenoord у Роттердамі. 19 березня 1925 року він був спущений на воду, 18 січня 1926 року увійшов до складу Королівського флоту Нідерландів.

## Історія служби
21 червня 1926 року O 11 разом з O 9, «Мартіном Гарпертсоном Тромпом», «Якобом ван Хемскерком», Z 7 і Z 8 відпливли з Ден-Гелдера до Балтійського моря, щоб відвідати порти Кіль, Гетеборг і Тронгейм.
У 1927 році O 11, O 10, панцерник берегової оборони «Герцог Гендрік», міноносці Z 5 і Z 6, Z 7 і Z 8 відвідали Норвегію.
У 1936 році підводний човен знову відплив до Балтійського моря зі своїми однотипними човнами O 9, O 10, кораблем берегової оборони «Герцог Гендрік» і міноносцем Z 5. У 1939 році O 11 разом з O 9 і O 10 увійшов до берегової дивізії.
6 березня 1940 року O 11 був випадково протаранений буксиром BV 3 у Ден-Гелдері. Внаслідок зіткнення троє членів екіпажу О 11 загинули. Човен підняли і замовили його ремонт. Під час перебування O 11 на ремонті нацистська Німеччина вторглася в Нідерланди, і човен був затоплений, щоб запобігти його захопленню ворогом. Німці підняли човен і наказали його відремонтувати. Однак вчасно його не відремонтували. А під час ремонту голландський човен знову затопили, щоб заблокувати вхід у гавань Ден-Гелдера. 10 грудня 1947 року затонулий корабель був піднятий і проданий на металобрухт.